# Rivetina dolichoptera
Rivetina dolichoptera är en bönsyrseart som beskrevs av Schulthess 1894. Rivetina dolichoptera ingår i släktet Rivetina och familjen Mantidae. Inga underarter finns listade i Catalogue of Life.